# Спиртовая промышленность Украины
Спиртовая промышленность — это одна из отраслей пищевой промышленности Украины, которая производит этиловый ректифицированный спирт и спирт-сырец.

## История
В Российской империи на территории Малороссии действовали лишь мелкие винокуренные заводы, и только в конце XIX — начале XX века появились первые относительно крупные заводы по производству спирта-сырца, при этом свыше 90 % продукции спиртзаводов в это время использовалось для производства водки.
27 июля 1914 года был подписан закон о повышении акциза со спирта (с 11 до 20 копеек за градус).
После начала первой мировой войны в Российской империи был введён «сухой закон». 27 августа 1914 года продажа спирта, водки и водочных изделий для местного потребления была прекращена до окончания войны, торговля виноградным вином крепостью свыше 16 градусов и производство пива крепостью более 3,7 градусов также запрещались.
На местах исполнение требований закона проходило медленно, при сопротивлении со стороны производителей и торговцев спиртным, а также саботаже мероприятий представителями местных властей. В целом ряде мест торговцы спешно распродавали «старые запасы»; в некоторых местах изъятое властями спиртное не уничтожалось, а продавалось. В дальнейшем, увеличились поставки спирта в парфюмерную промышленность (которая резко увеличила производство одеколона). Также, в стране было зафиксировано использование в качестве основы для изготовления спиртных напитков медицинского спирта и употребление суррогатов (одеколона, политуры, технического спирта и др.)…
До 1917 года производственные мощности отрасли были в основном сосредоточены на территории Екатеринославской, Киевской и Херсонской губерний.

### 1917—1991
В ходе боевых действий гражданской и советско-польской войны предприятия отрасли серьёзно пострадали, но с 1925 года началось их восстановление. В ходе индустриализации 1930х годов они были реконструированы и оснащены новым оборудованием. В целом, в межвоенный период имело место увеличение производства, спирт использовался в производстве синтетического каучука и для других целей. В дополнение к производству спирта из картофеля, зерна и патоки было освоено производство технического спирта из гидролизатов древесины и сульфатных щелоков.
После воссоединения с западной Украиной в сентябре 1939 года количество предприятий спиртовой промышленности на территории УССР увеличилось. В 1940 году предприятия спиртовой промышленности УССР произвели 26,5 млн дал спирта-сырца.
В ходе боевых действий Великой Отечественной войны и немецко-румынской оккупации отрасли был нанесён значительный ущерб, но ещё до окончания войны началось её восстановление и развитие. После войны на предприятиях отрасли были внедрены прогрессивные непрерывные и полунепрерывные схемы производства спирта.
В сентябре 1945 года приказом Наркомата пищевой промышленности СССР в Киеве был открыт филиал Всесоюзного научно-исследовательского института спиртовой промышленности (5 июля 1957 года переименованный в Украинский НИИ спиртовой и ликёро-водочной промышленности).
В 1965 году предприятия спиртовой промышленности УССР произвели 47,9 млн дал спирта-сырца.
В 1974 году на территории УССР производилось 35,3 % этилового спирта, изготовленного из пищевого сырья на территории СССР.
В 1980 году предприятия спиртовой промышленности УССР произвели 68,5 млн дал спирта-сырца.
По состоянию на начало 1984 года крупнейшими предприятиями являлись Лохвицкий и Андрушевский спиртовые комбинаты, а также Барский, Калиновский, Ивашковский, Косарский и Лужанский спиртовые заводы. При предприятиях спиртовой промышленности действовали свыше 60 цехов, где производились кормовые и хлебопекарные дрожжи, жидкая углекислота, кормовые витамины, глютаминовая кислота и др. Основным сырьём для производства спирта являлись отходы свеклосахарного производства (для непищевых целей большое количество этанола получали гидролизом растительных непищевых материалов или химическим синтезом); основными потребителями спирта являлись пищевая промышленность, медицина и радиоэлектронная промышленность.
Спиртовая промышленность действовала в производственной кооперации с предприятиями ликёро-водочной, сахарной и ряда других отраслей пищевой промышленности. После начала в мае 1985 года антиалкогольной кампании в СССР объёмы производства и реализации продукции были уменьшены, часть производственных мощностей была перепрофилирована (так, в 1986 году Монастырищенский спиртовой завод в Черкасской области был преобразован в фармацевтический завод).

### После 1991
После провозглашения независимости Украины предприятия перешли в ведение государственного комитета пищевой промышленности Украины, ограничения на производство алкоголя были отменены.
В марте 1995 года Верховная Рада Украины внесла 60 спиртовых и 16 ликёро-водочных заводов в перечень предприятий, приватизация которых запрещена в связи с их общегосударственным значением.
После создания в июне 1996 года государственного концерна спиртовой и ликёро-водочной промышленности «Укрспирт», 76 спиртзаводов и 17 предприятий ликёро-водочной промышленности были переданы в ведение концерна «Укрспирт».
В июле 2010 года государственный концерн «Укрспирт» был преобразован в государственное предприятие «Укрспирт».

## Современное состояние
11 декабря 2019 года президент В. А. Зеленский отменил государственную монополию на производство спирта (с 1 июля 2020 года), 12 августа 2020 года Кабинет министров Украины разрешил приватизацию предприятий спиртовой промышленности. 15 октября 2020 года Фонд государственного имущества Украины объявил о продаже на аукционе 41 спиртзавода общей производственной мощностью 36 млн декалитров в год, входящих в ГП «Укрспирт», и ещё 37 предприятий концерна «Укрспирт» (это 100 % предприятий отрасли). При этом новые заводы можно будет строить только с 2021 года, кроме того, для стимулирования инвестиций в эту сферу государство запретило импорт спиртовой продукции до 2024 года. До 31 декабря 2020 года было продано 20 спиртзаводов.